# Natsuka Masaie
Natsuka Masaie est un nom japonais traditionnel ; le nom de famille (ou le nom d'école), Natsuka, précède donc le prénom (ou le nom d'artiste).
Natsuka Masaie (長束 正家, 1562-8 novembre 1600) est un daimyō de la période Azuchi Momoyama et un des go-bugyō, ou « cinq commissionnaires », nommés par Toyotomi Hideyoshi.
Né dans le comté de Kurita (en), province d'Omi (actuelle Kusatsu), Masaie est au service de Niwa Nagahide, lui-même obligé du clan Oda. Parce que le domaine du clan Niwa est sévèrement réduit après que Hashiba Hideyoshi (Toyotomi Hideyoshi) a mis un terme à la période Sengoku en réunifiant le Japon, Masaie le sert et se voit confier le bourg de Minakuchi dans la province d'Ōmi. Hideyoshi félicite Masaie pour ses compétences en arithmétique et en fait un des go-bugyō. Après la mort de Hideyoshi en 1600, Masaie et Ishida Mitsunari, qui est également un des go-bugyō, met en place Mōri Terumoto et soulève leur armée pour Tokugawa Ieyasu. À la bataille de Sekigahara, Masaie aligne leur armée sur Nangu-san avec Mōri Hidemoto et Kikkawa Hiroie. Cependant, Hiroie empêche Masaie de combattre et le détourne finalement vers Minakuchi. Natsuka Masaie incendie le château de Minakuchi et se suicide.
Sa tombe se trouve au Anraku-ji dans la préfecture de Shiga.